# Bernbach (Brettach)

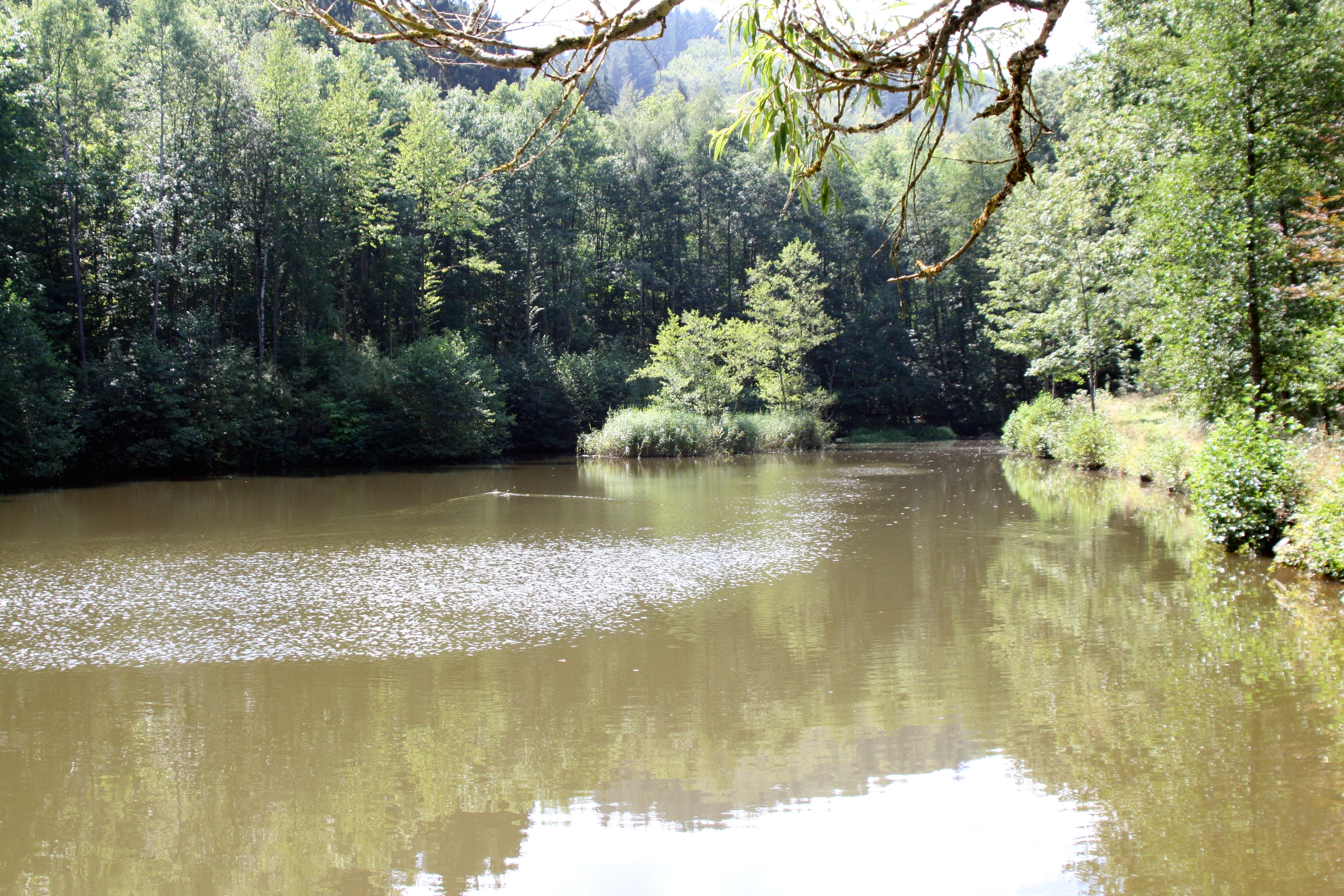
Der Bernsee

Der Bernbach ist ein Bach im nördlichen Baden-Württemberg von rund 9 km Länge, der beim Wohnplatz Wiesental der Gemeinde Bretzfeld von links und Süden in die mittlere Brettach mündet.

## Geographie

### Quelle und Verlauf
Der linke Oberlaufs des Bernbachs entspringt auf etwa 470 m ü. NHN am unteren Nordostabhang des Löwensteiner Horkenbergs etwa 100 m jenseits der Trasse der B 39 eben schon auf Bretzfeld-Unterheimbacher Gemarkung und zieht zwischen den Waldgewannen Weilerischer Bernbach und Klösterlicher Bernbach in einem seitenklingenreichen Waldtal zunächst nach Nordosten. Nach anderthalb Kilometern, kurz nachdem er sich mit seinem kürzeren rechten Oberlauf vereint hat, durchfließt er den etwa 0,5 ha großen Bernsee und nimmt von rechts und etwa Osten den Bach aus der Morgenklinge auf, der über zwei Kilometern und damit etwa so lange ist wie der Bernbach bis dorthin und dessen Quellen am Trauf westlich von Wüstenrot-Neuhütten liegen. Daraufhin kehrt er sich nach Norden.
Weniger als einen Kilometer danach fließt von links ein zwei Kilometer langer linker Nebenbach aus Richtung des Gräfischen Bergles zu; über der kleinen Talkerbe eines diesem unbeständig von rechts zulaufenden Seitenbachs spannt sich der Hohle Stein, eine natürliche Felsbrücke. Wenig darauf folgt von rechts ein nur halb so langer Zufluss aus dem Binsenschlägle. Von derselben Seite mündet nach weiteren anderthalb Kilometern ein Bach vom Schalkbrunnen am Wüstenrot-Neuhüttener Steinknickle her, der wieder über zwei Kilometer lang ist. Der nächste Zufluss Hagenbach kommt ebenfalls von rechts, sein längster Strang entsteht am nördlichen Ortsrand von Neuhütten und fließt bis zu seiner Mündung bei einer Waldwegbrücke fast drei Kilometer weit. An dieser Zumündung wird zum ersten Male die Talaue frei, die umgebenden Berge und Hänge bleiben zunächst noch bewaldet.
Bald danach beginnt sich das Tal zu weiten, links steigt die Flurgrenze empor zum Herrenhölzle auf dem Seitenberg, der danach im Sporn des Heimbergs ausläuft, auf dem die Ruine der Burg Hellmat steht. Im Tal darunter liegt Unterheimbach vor einem kürzeren rechten Bergsporn. Dem Heimberg gegenüber läuft durchs Dorf auf 247,1 m ü. NHN der vier Kilometer lange Heimbach zu, der längste der Bernbach-Zuflüsse, der wenig nördlich der Hagenbach-Quelle entsteht. An seinem südöstlich orientierten Hang zeigen sich die ersten Weinberge über dem Dorf, zu ihren Füßen zieht die L 1090 aus dem Hagenbach- ins Bernbachtal, dem sie dann bis zur Mündung folgt.
Tal und Hänge sind inzwischen waldfrei, weniger als einen Kilometer bachabwärts erreicht an der Kläranlage des Dorfs von links mit dem gut zwei Kilometer langen Steinbach der letzte Zufluss den Bernbach. Dieser lässt dort kurz vor Hahnenbusch die Randberge des Schwäbisch-Fränkischen Waldes ganz hinter sich. Weniger als einen Kilometer weiter abwärts mündet er beim Gehöft Wiesental auf 224,6 m ü. NHN von links und Süden in die mittlere Brettach, die sein Wasser dann nordwestwärts zum Kocher führt.
Der Bernbach mündet nach einem mitsamt seinem linken Oberlauf 9,1 km langem Lauf mit mittleren Sohlgefälle von etwa 27 ‰ rund 245 Höhenmeter unterhalb von dessen Quelle.

### Einzugsgebiet
Das größtenteils bewaldete Einzugsgebiet des Bernbachs hat eine Fläche von 17,9 km². Es umfasst grob die östliche Hälfte des bewaldeten nördlichen Bergvorsprungs von Mainhardter Wald und Löwensteiner Bergen zwischen Brettach im Nordosten und Sulm im Westen, der südlich von Adolzfurt ausläuft.
Von der Mündung im Norden verläuft die Wasserscheide nah am Trauf des Brettachtales nach Südosten bis Wüstenrot-Berg. Dort knickt sie nach Südwesten ab und zieht über das Neuhüttener Steinknickle bis zur Bundesstraße 39 bei Bärenbronn, jenseits liegt hier auf dem größten Stück das Einzugsgebiet des Dachsbachs, dem sich das der diesen aufnehmenden Fichtenberger Rot anschließt. Die Grenze zu deren oberen Entwässerungsgebiet folgt von Bärenbronn aus recht genau der B 39 nach Westen und steigt dann auf den Löwensteiner Horkenberg. Südlich von ihm entwässert auf einem kurzen Stück der Stangenbach zur „Spiegelberger“ Lauter, westlich von ihm konkurriert auf einem wenig längeren die Lauter selbst. Ein kurzes Stück Wasserscheide zur Sulm schließt sich an der Westgrenze dem an, dann zwei wenig längere zu den Sulm-Zuflüssen Schlierbach und Michelbach. Danach läuft die Einzugsgebietsgrenze sehr lange in wechselnden nördlichen Richtungen gegen den nächstabwärtigen Brettach-Zufluss Gabelbach, ehe sie schließlich wieder die Mündung erreicht.

### Zuflüsse und Seen
Hierarchische Liste der Zuflüsse und  Seen von der Quelle zur Mündung. Gewässerlänge, Seefläche, Einzugsgebiet und Höhe nach den entsprechenden Layern auf der Onlinekarte der LUBW. Andere Quellen für die Angaben sind vermerkt. Die Liste ist lückenhaft, außer den genannten gibt es vor allem an der Stufenkante zu den Bergen im Süden etliche weitere kleinere Waldklingenbäche.
Zusammenfluss von linkem und rechtem Oberlauf des Bernbachs auf rund 350 m ü. NHN kurz vor dem Bernsee.
- Bernbach-Oberlauf entlang dem Gewann Weilerischer Bernbach, von links und Westsüdwesten, 2,1 km und ca. 1,2 km².[LUBW 8] Entsteht auf etwa 470 m ü. NHN am Nordosthang des Horkenberg unterhalb der B 39.
  -  Durchfließt kurz vor dem Zusammenfluss einen Teich, unter 0,1 ha.
- Bernbach-Oberlauf aus dem Gewann Klösterlicher Bernbach, von rechts und Südwesten, 1,0 km und ca. 0,3 km².[LUBW 8] Entsteht auf etwa 485 m ü. NHN am Hang unter dem Weiler Bernbach von Wüstenrot.
- Durchfließt auf einer Höhe zwischen 350 und 345 m ü. NHN den Bernsee, 0,5 ha.
- (Bach aus der Morgenklinge), von rechts und insgesamt Osten auf etwa 444,9 m ü. NHN[LUBW 5] etwa hundert Meter unterhalb des Bernsees, 2,3 km und ca. 1,6 km².[LUBW 8] Entspringt auf etwa 488 m ü. NHN am Waldrand westlich des Bärenbronner Wegs von Wüstenrot-Neuhütten.
  - (Bach aus der Klinge Toter Mann), von rechts und Nordosten auf etwa 423,3 m ü. NHN[LUBW 5], 0,6 km und ca. 0,2 km².[LUBW 8] Entsteht auf etwa 485 m ü. NHN wenig südwestlich unter dem Naturfreundehaus am Steinknickle.
  - Waldbach aus dem Gewann Waldbacher Bernbach, von links und Südwesten auf etwa 370 m ü. NHN, 0,9 km und ca. 0,4 km².[LUBW 8] Entsteht auf etwa 485 m ü. NHN am Weisenrand zum Hangwald nördlich des westlichen Siedlungsteils des Wüstenroter Weilers Stollenhof.
- (Bach vom Gräfischen Bergle), von links und Westsüdwesten auf etwa 319,6 m ü. NHN[LUBW 5], 2,1 km und 1,2 km². Entsteht auf etwa 460 m ü. NHN am Ostanhang des Gräfischen Bergles. Rechts am Lauf liegt die Brothalde, dort spannt sich über eine nur periodisch wasserführende Rinne den Hang herab die kleine natürliche Felsbrücke Hohler Stein.
- (Bach aus dem Binsenschlägle), von rechts und Südosten auf etwa 315 m ü. NHN, 1,0 km und ca. 0,4 km².[LUBW 8] Entsteht auf etwa 385 m ü. NHN im Gewann Binsenschlägle.
- Schalkbach, von rechts und Südosten auf 287,5 m ü. NHN[LUBW 5], 2,3 km und ca. 1,0 km².[LUBW 8] Entsteht auf etwa 500 m ü. NHN wenig nördlich des Naturfreundehauses am Westhang des Steinknickles.
- Passiert kurz vor dem folgenden Zufluss drei Kleinteiche rechts am Lauf, zusammen 0,2 ha.
- Hagenbach, von rechts und Südosten auf etwa 278,3 m ü. NHN[LUBW 5] am Beginn der Wiesenau um den Bernbach, 2,9 km und 2,3 km². Entsteht auf etwa 477 m ü. NHN wenig nördlich von Neuhütten am Waldrand. Durchläuft zunächst die Schinderklinge, später die Hagenau.
  - (Quellast vom Steinknickle), von links und Süden auf unter 370 m ü. NHN zwischen drei Hanglichtungen, 0,7 km und ca. 0,3 km².[LUBW 8] Entsteht auf etwa 440 m ü. NHN am Nordhang des Steinknickles.
  -  Passiert am Unterlauf auf 300–290 m ü. NHN drei Teiche links am Lauf, zusammen 0,3 ha.
- Passiert auf knapp 270 m ü. NHN einen Teich rechts am Lauf unter der Geroldshalde, 0,2 ha.
- Heimbach, von rechts und Südosten auf wenig unter 247,1 m ü. NHN[LUBW 5] in Bretzfeld-Unterheimbach, 4,0 km mit dem längeren Oberlauf Lochklingenbächle und 2,3 km auf dem Namenslauf sowie 3,9 km². Fließt auf etwa 310,5 m ü. NHN[LUBW 5] unter der Talsteige der L 1090 Oberheimbach–Unterheimbach aus seinen zwei Oberläufen zusammen.
  - Lochklingenbächle, linker und südsüdöstlicher offizieller Hauptstrang-Oberlauf aus der Lochklinge, 1,7 km und ca. 0,9 km².[LUBW 8] Entsteht auf etwa 480 m ü. NHN wenig westlich von Wüstenrot-Jägerhaus im Kreuzle im Hangwald.
  - Schnarringsbächle, rechter und ostsüdöstlicher offizieller Nebenstrang-Oberlauf, 1,5 km und ca. 1,2 km².[LUBW 8] Entsteht auf etwa 419 m ü. NHN am Wasserbehälter zwischen Wüstenrot(-Maienfels)-Berg und -Oberheimbach.
  -  Passiert zwischen 290 und 260 m ü. NHN in der offenen Unterlaufaue vor Unterheimbach ein halbes Dutzend Teiche rechts und links, zusammen 0,4 ha.
- Steinbach, von links und Westsüdwesten auf etwa 232,2 m ü. NHN[LUBW 5] an der Kläranlage nach Unterheimbach, 2,2 km und 1,5 km². Entsteht noch unbeständig auf etwas unter 340 m ü. NHN im Salenwald westsüdwestlich von Bretzfeld-Herrenhölzle.

Mündung des Bernbachs von links und Süden auf 224,6 m ü. NHN am Wohnplatz Wiesental von Bretzfeld in die mittlere Brettach. Der Bernbach ist mit seinem längeren linken Oberlauf 9,1 km lang und hat ein 17,9 km² großes Einzugsgebiet.

### LUBW
Amtliche Online-Gewässerkarte mit passendem Ausschnitt und den hier benutzten Layern: Lauf und Einzugsgebiet des Bernbachs

Allgemeiner Einstieg ohne Voreinstellungen und Layer: Daten- und Kartendienst der Landesanstalt für Umwelt Baden-Württemberg (LUBW) (Hinweise)
1. 1 2  Höhe nach dem Höhenlinienbild auf dem Hintergrundlayer Topographische Karte.
2. 1 2  Höhe nach grauer Beschriftung auf dem Hintergrundlayer Topographische Karte.
3. 1 2 3  Länge nach dem Layer Gewässernetz (AWGN).
4. 1 2  Einzugsgebiet aufsummiert aus den Teileinzugsgebieten nach dem Layer Basiseinzugsgebiet (AWGN).
5. 1 2 3 4 5 6 7 8 9  Höhe nach schwarzer Beschriftung auf dem Hintergrundlayer Topographische Karte.
6. ↑  Seefläche nach dem Layer Stehende Gewässer.
7. ↑  Einzugsgebiet nach dem Layer Basiseinzugsgebiet (AWGN).
8. 1 2 3 4 5 6 7 8 9 10  Einzugsgebiet abgemessen auf dem Hintergrundlayer Topographische Karte.

### Andere Belege
1. ↑  Wolf-Dieter Sick: Geographische Landesaufnahme: Die naturräumlichen Einheiten auf Blatt 162 Rothenburg o. d. Tauber. Bundesanstalt für Landeskunde, Bad Godesberg 1962. → Online-Karte (PDF; 4,7 MB)